# چکویوو
چکویوو (به لاتین: Chekuyevo) یک منطقهٔ مسکونی در روسیه است که در استان آرخانگلسک واقع شده‌است.